# Крымские горы
Кры́мские го́ры (укр. Кримські гори, крымскотат. Qırım dağları, Къырым дагълары), в прошлом также Таври́ческие го́ры — горная система, занимающая южную и юго-восточную часть Крымского полуострова.
Горная система образована тремя горными грядами, простирающимися от мыса Айя в окрестностях Балаклавы на западе до мыса Св. Ильи у Феодосии на востоке. Длина Крымских гор — около 160 км, ширина — около 50 км. Внешняя гряда представляет собой ряд куэст, постепенно поднимающихся до высот около 350 м. Внутренняя гряда достигает высоты 750 м. Наивысшая точка протянувшейся вдоль Южного берега Крыма Главной гряды — гора Роман-Кош высотой 1545 м, находится на Бабуган-яйле.

## География

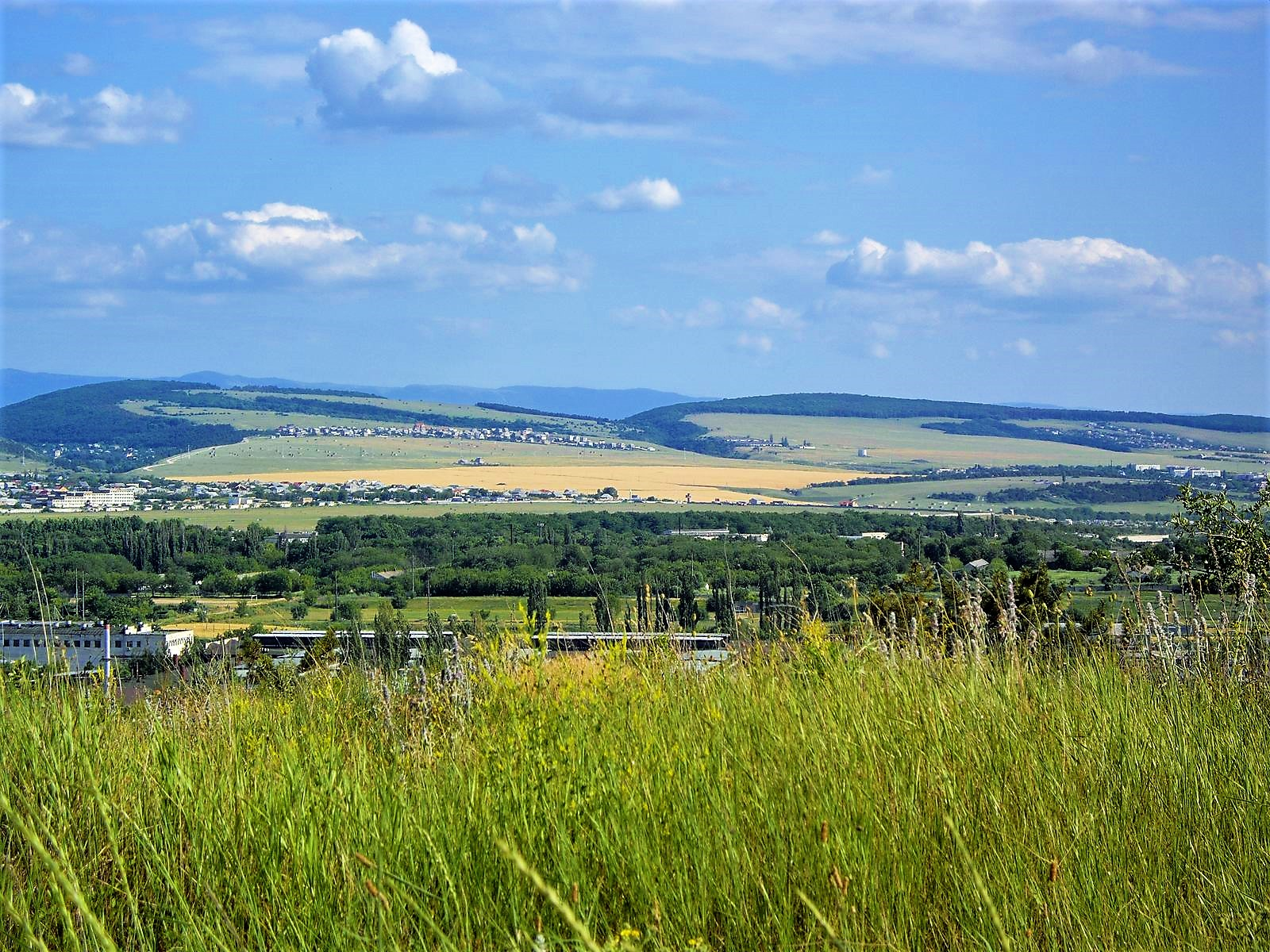
Вид с Внешней гряды на Внутреннюю и Главную

Все исследователи Крыма отмечают, что Крымские горы образуют три параллельные гряды, направленные с северо-востока на юго-запад, разделённые двумя продольными долинами. Все три гряды имеют одинаковый характер склонов: с севера они пологи, а с юга круты. Если учитывать возраст пород, то началом Внешней гряды нужно считать мыс Фиолент, так как здесь преобладают те же породы, которые слагают первую гряду. Внешняя гряда тянется до города Старый Крым, высота гряды составляет от 149 м до 350 м. Внутренняя гряда берёт своё начало близ Севастополя (Сапун-гора) и оканчивается также около города Старый Крым, высоты — от 490 м до 750 м. Главная гряда на западе начинается близ Балаклавы и заканчивается горой Агармыш, около города Старый Крым. На юго-востоке между Главной и Средней грядами Крымских гор расположена Кишлавская котловина (Индоло-Сальская). Вершинная поверхность главной гряды представляет собой волнистое плато и называется яйлой.
Плитообразные массивы вытянуты цепочкой с юго-запада на северо-восток Главной гряды в таком порядке: Байдарская яйла, расположена на высоте до 739 м от уровня моря; Ай-Петринская яйла (до 1320 м), Ялтинская яйла (до 1406 м), Никитская яйла (до 1470 м), Гурзуфская яйла (до 1540 м) и Бабуган-яйла (с высшей точкой Крыма, горой Роман-Кош — 1545 м). Все эти яйлы связаны между собой и образуют сомкнутую вершину западной цепи Главной гряды. В отличие от них яйлы, расположенные восточнее, представляют собой разобщённые массивы, отделяющиеся друг от друга глубокими горными проходами или перевалами (богазами). Кебитский перевал разделяет массив Бабуган-яйла и расположенный восточнее Чатыр-Даг (высота — до 1527 м над уровнем моря). За следующим, Ангарским проходом находятся массивы Демерджи-яйла (высшая точка — 1356 м) и Долгоруковская (Субаткан) яйла (до 1000 м). Ещё дальше, тоже за перевалом, на высоте до 1259 м, простирается самая обширная Караби-яйла. В восточной части Крымских гор вместо яйл образовались небольшие гребни и короткие хребты с отдельными пиками и вершинами, в том числе вулканического происхождения, как массив Кара-Даг.
Главная гряда — это самая древняя часть Крыма, общей площадью в 1565 км². Все яйлы покрывают площадь 34.6 тыс. га. Южные склоны главной гряды на большом протяжении круто обрываются в сторону Чёрного моря, создавая отвесные стены (известнякового и рифового происхождения) высотой до 500 м, широко освоенные альпинистами. В расселинах и кулуарах склонов и кромок большинства яйл находится множество перевалов, многие из которых описаны и категоризированы в туристской литературе.

## Геология
В геологическом отношении горные сооружения Крыма являются частью Альпийской складчатой геосинклинальной области, в отличие от равнинной части Крымского полуострова, которая имеет платформенное строение и относится к Скифской плите. Складчатая область Горного Крыма — крупное глыбовое поднятие, южная часть которого в результате молодых опусканий погружена под уровень Чёрного моря. Оно сложено интенсивно дислоцированными триас-юрскими флишевыми отложениями и более спокойно залегающими верхнеюрскими карбонатными и песчано-глинистыми меловыми, палеогеновыми и неогеновыми толщами. С ними связаны месторождения железных руд, различных солей, флюсовых известняков и др. Движения по разломам здесь продолжаются, вызывая землетрясения.
Главная гряда Крымских гор — приподнятый блок, ограниченный с севера рядом разломов. Эта структура возникла уже в раннемеловое время после того, как остаточные синклинальные прогибы южной части Крыма замкнулись, и произошло общее поднятие поверхности. В геологической истории Крымских гор можно выделить два этапа: докембрийско-палеозойский и мезозойско-кайнозойский (альпийский).

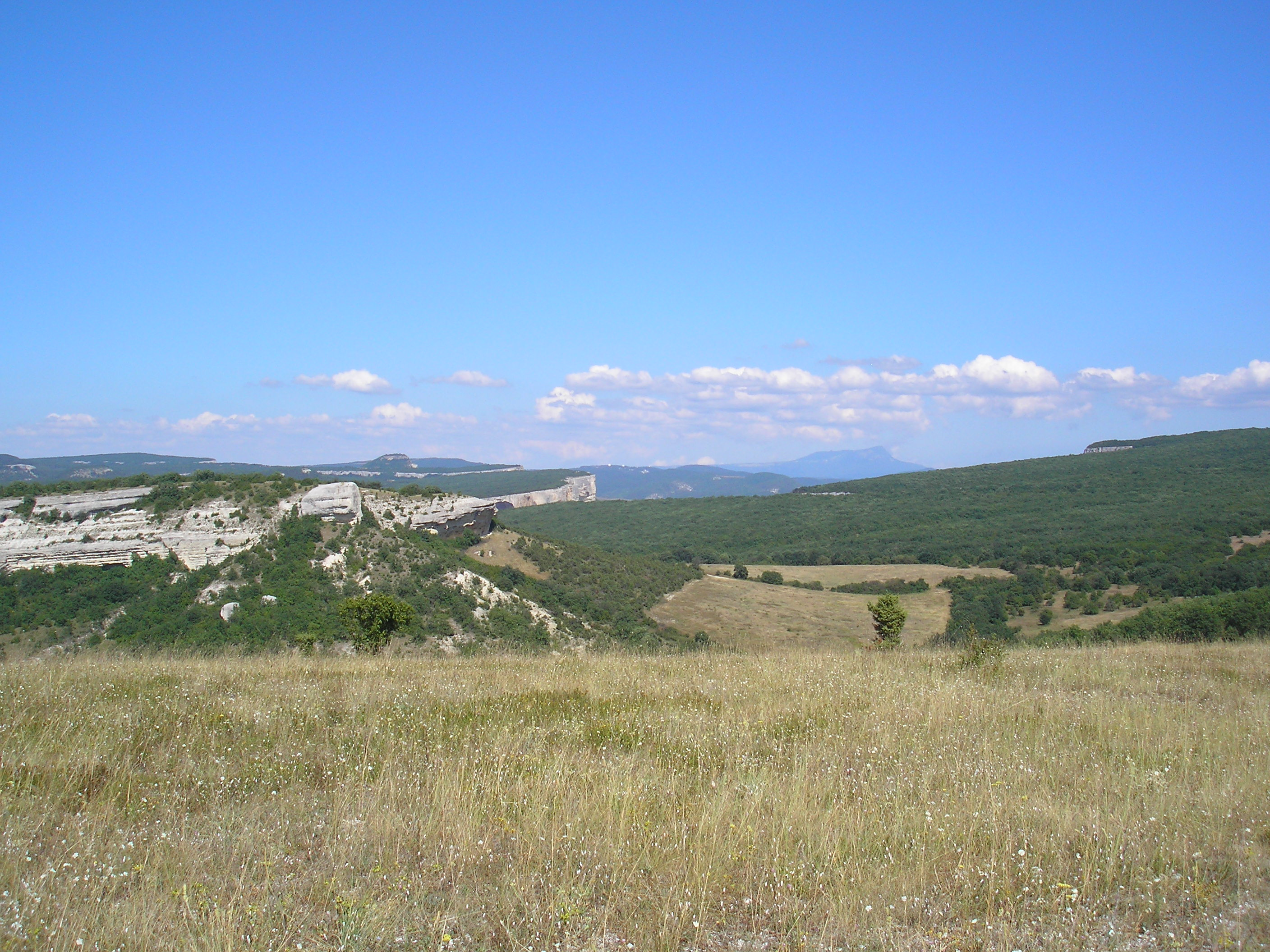
Внутренняя и Главная гряды с Чатыр-Дагом

В раннюю стадию геосинклинального развития (поздний триас— конец средней юры) на юге Крыма происходило образование геосинклинального прогиба и накопление мощных осадочных и эффузивных комплексов с одновременным формированием складчатых структур различных порядков. В позднеюрский — раннемеловой период формируются отдельные прогибы и поднятия, на которые расчленился единый ранее геосинклинальный прогиб. К концу этого времени формируется внутренняя структура Крымского мегаантиклинория. В конце раннего мела, в позднем мелу и палеогене формируется Крымский мегаантиклинорий как крупное единое поднятие, осложнённое отдельными прогибами и разломами.
Поднятие Крымских гор, сначала в виде острова, произошло в конце мела и эоцене. В середине неогена образовалась выровненная поверхность Яйлы. До неогена горы распространялись на 20—30 км южнее современной береговой линии Чёрного моря. В неогене они приобрели черты современного асимметричного строения. В орогенный (молассовый) этап (конец палеогена — неоген) продолжалось усиленное поднятие мегаантиклинория горного Крыма и, вероятно, началось опускание его южного крыла. В неогене и антропогене происходило формирование современного рельефа горного Крыма. В плиоцене получили орографическое выражение Внутренняя и Внешняя предгорные гряды, а в конце неогена — антропогене проявляются дифференцированные неотектонические движения. В антропогене активизируется эрозионная деятельность, а разрушительно-созидательная работа моря способствовала формированию береговой линии. В результате комплекса этих процессов Крымские горы приобрели современные очертания.
Крымское складчатое поднятие состоит из отложений различного возраста. Цоколь его образуют отложения таврической серии, образовавшиеся около 180—200 миллионов лет назад. Состоят они из чередующихся, сильно смятых в мелкие складки, слоёв глинистых сланцев и кварцитовых песчаников верхнего триаса и нижней юры. Следующие складки, залегающие выше, представлены отложениями среднеюрского возраста (глинисто-песчаные слои, конгломераты и магматические породы). Третий этаж центральной части горного поднятия образуют верхнеюрские известняки, песчаники и конгломераты. Местами по краям этого региона залегает толща нижнемеловых отложений, представленная глинами, песчаниками и известняками, образовавшимися более 100 млн лет назад. Под южным обрывом развиты многочисленные оползни и обвалы глыб юрских известняков. Среди таврической серии и пород средней юры много мелких тел изверженных пород (горы Аю-Даг, Урагу, Чамны-Бурун). Присутствуют и вулканические толщи (горная группа Карадаг). Северные передовые гряды Крымских гор сложены меловыми, палеогеновыми и неогеновыми отложениями.

## Реки и ручьи Крымских гор
Главный водораздел всего Крымского полуострова находится в Крымских горах, большинство рек берут своё начало на главной гряде, на высоте 600—1100 м, на самих яйлах водотоки почти полностью отсутствуют, что связано с гидропроявлением карста. Общие стоки крымских гор составляют 773,5 млн кубометров, а густота речной сети составляет 0.2 км/км². В зависимости от рельефа реки можно разбить на группы: реки, ручьи и балки Южного берега Крыма, реки и балки северо-восточных склонов главной гряды Крымских гор и реки и балки северо-западных склонов главной гряды Крымских гор.
Самые короткие водотоки находятся на Южном берегу Крыма. Длина рек там обычно не превышает 10 км. Водотоки берут начало на южных склонах Главной гряды Крымских гор и впадают в Чёрное море, им характерны уклоны 172—234 м/км. Средние высоты их водосборов — до 900 м. Сами водосборы невелики: 1,6—161 км². Истоком некоторых рек являются карстовые источники. Долины рек в верховьях узкие, в виде ущелий, затем они постепенно расширяются, приобретая в низовьях трапецеидальную форму. Поймы узкие и имеются только в нижних течениях. Русла в нижним течении в основном слабоизвилистые, спрямлённые, углублённые и укреплённые бетонными плитами во избежание наводнений. В этой группе 36 основных водотоков общей длиной 293,6 км. Основные реки Южного берега Крыма:
- Учан-Су (Водопадная)
- Дерекойка (Быстрая)
- Авунда
- Улу-Узень Алуштинский
- Демерджи
- Улу-Узень Восточный

На северо-западных склонах Главной гряды Крымских гор берут начало самые значительные по протяжённости и водности реки Крыма. Основных рек насчитывается восемь, их общая длина 328 км. Реки этой группы впадают в Чёрное море. Примерно до середины своего течения реки носят характер типичный для горных потоков. Здесь большие уклоны (до 180 м/км). Бассейны рек имеют вытянутую вдоль рек форму, расширенную в верхней части, где впадает основное количество притоков. Основные реки данной группы:
- Чёрная (Чоргун) — длина 34.1 км. Она берёт начало в Байдарской долине, по которой течёт 7.5 км. По её склонам находится ряд водотоков, питающих реку в верхней части. Постоянное течение в русле иногда прерывается: река скрывается в наносах, оставляя русло сухим. Оно наполняется водой после ливней и паводков. Ниже впадения реки Уркусты Чёрная вступает в узкое ущелье длиной около 16 км. Тут вода движется, сдавленная почти отвесными скалами, и её течение усиливается. Ослабление течения наступает после выхода реки в Инкерманскую долину. Здесь в Чёрную впадает два правых притока, один из которых (Ай-Тодорка) имеет достаточную водоносность, так как его питают источники, а другой (Сухая) — приносит в реку дождевые воды.
- Бельбек — длина 63 км. Самая полноводная река Крыма. Она начинается из слияния двух горных рек. Между горными грядами Бельбек представляет собой бурные, никогда не пересыхающие потоки, с узким руслом, быстрым течением и крутыми высокими берегами. В нижнем течении Бельбек прорезает глинистые наносы, течение его замедляется. При впадении в море русло похоже на овраг шириной 25—30 м.
- Коккозка — длина около 18 км, приток Бельбека. Протекает в узком ущелье, известном под названием Большой каньон Крыма.
- Кача — длина 69 км. Берёт начало на северном склоне центрального хребта Крымских гор слиянием двух рек — Писары и Биюк-Узень. Её берега высокие, каменистые, русло широкое, дно почти на всём протяжении галечное. Все притоки впадают в Качу в её верхнем течении. Во время сильных дождей, а также осенью и зимой Кача может сильно разливаться. Летом в связи с использованием воды на орошение она пересыхает.
- Марта — длина 21 км, приток Качи.
- Альма — длина 84 км. Образуется в результате слияния двух ручьёв. Она имеет глубоко врезанную долину с высокими берегами. Она принимает воды многих горных ручьёв и рек. Альма не пересыхает, а во время дождей и таяния снега может выходить из берегов. Её течение замедляется в самом низовье. Морская вода осолоняет воды устьевого участка Альмы.

Реки и балки северо-восточных склонов главной гряды Крымских гор, общее число рек и балок этой группы — 18, общая длина — 393,9 км. Реки этой группы текут, в основном, в северном направлении и впадают в залив Сиваш Азовского моря, хотя по причине маловодности, часто не достигают его и теряются на равнине. Сюда же отнесена река Байбуга, впадающая в Феодосийский залив Чёрного моря. Только самые верхние участки бассейнов этих рек имеют горный рельеф, преобладающая же часть водосборных бассейнов располагается в равнинной части Крыма. Средняя высота водосборов — 450—500 м. Размеры водосборных бассейнов невелики. Основные реки данной группы:
- Салгир — длина 238 км. Верхнее течение Салгира проходит в узкой долине со скалистыми берегами; тут он имеет горный характер и хорошо развитую сеть притоков, берущих начало из многочисленных источников.
- Ангара — длина 13 км. Является одной из рек, при слиянии которых образуется Салгир.
- Кизилкобинка (Краснопещерская) — длина 5.1 км. При слиянии с Ангарой образует Салгир.
- Биюк-Карасу (Большая Карасёвка) — длина 106 км. Правый приток Салгира. Берёт начало вблизи города Белогорска, в верхнем течении протекает по меловым породам междугорья, затем вступает в степную область, где течёт только в богатую осадками часть года (зимой и ранней весной).
- Мокрый Индол — длина 55 км. В верховьях имеет вид горных ручьёв, протекающих по оврагам.
- Восточный Булганак — длина 48 км.

## Большой каньон Крыма
С 1974 года является государственным природным заказником. Расположен на восточной стороне Коккозской долины, в глубине северного склона Ай-Петринской яйлы, в 4 км к юго-востоку от села Соколиного. Глубина ущелья достигает 250—320 м, ширина в самых узких местах каньона не превышает 2—3 м. По дну каньона течёт река Аузун-Узень. Впервые Большой каньон был подробно описан профессором И. И. Пузановым в 1925 году.

## Климат
Климат гор умеренно-холодный и влажный. Зимние осадки чаще всего преобладают над летними, что является признаком средиземноморского климата. Зима в горах обычно длится с середины октября до конца марта. В верхних частях склонов формируется снежный покров, толщина которого может достигать метра и более. Погода в зимнее время довольно неустойчивая, например температура в январе может прыгать в пределах от −10 до +10 °C, в мае может выпасть снег. Зимой склоны нескольких горных массивов, таких как Ай-Петри, Бабуган-яйла, Чатыр-Даг и Демерджи бывают лавиноопасными. Лето в горах обычно жаркое и сухое. Но даже летом температура по ночам может опускаться до 0 °C. В течение года очень часты туманы.
Каждый склон Крымских гор имеет свои климатические условия, так как подвергается влиянию разных господствующих ветров.

## Флора Крымских гор

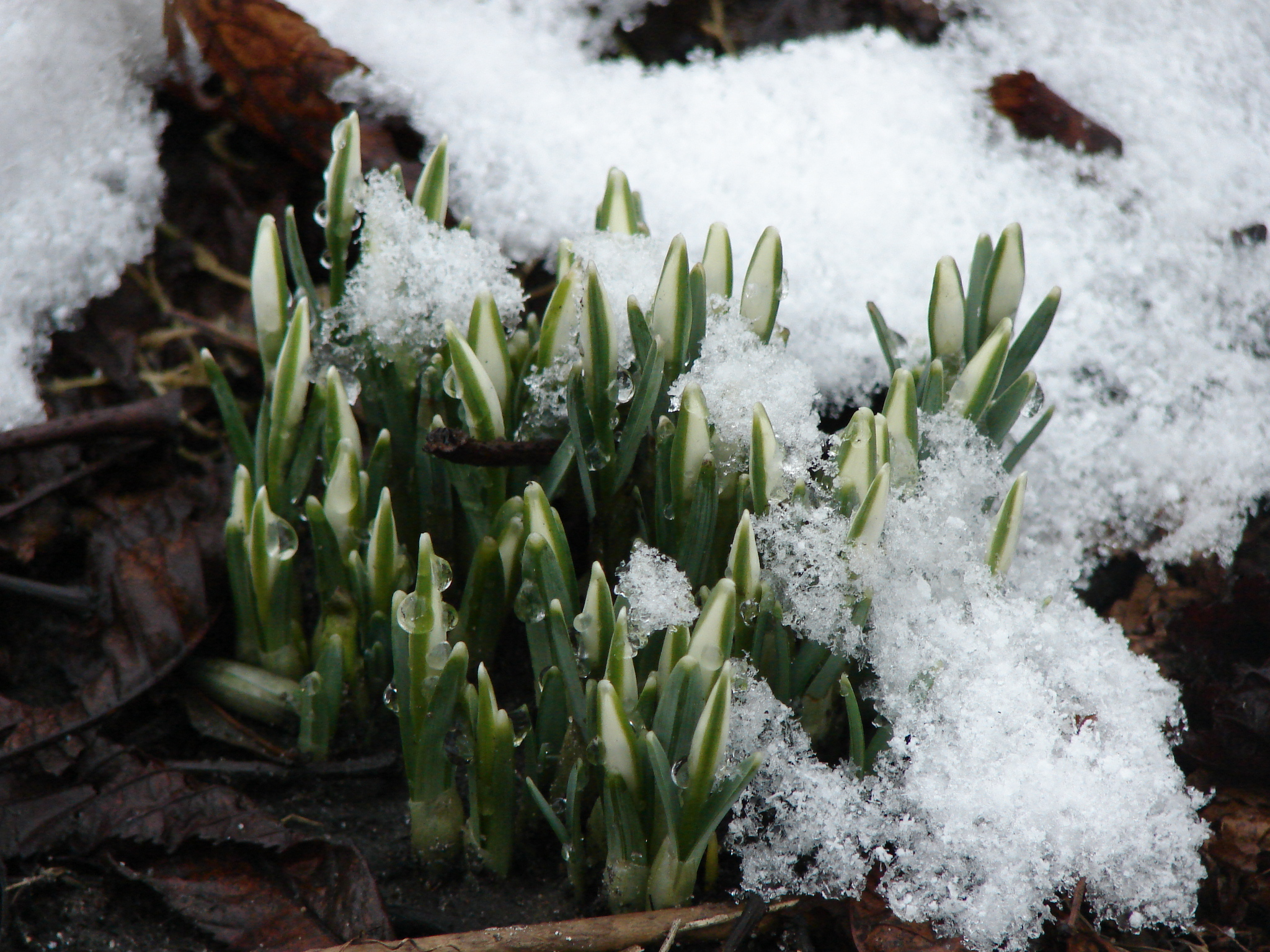
Подснежник

Благодаря сложному рельефу и разнообразным климатическим и метеорологическим условиям, в Крымских горах представлено большое разнообразие растительности на небольшом пространстве. Если рассматривать Крымские горы с точки зрения ботаника, то их можно поделить на зоны: южные склоны гор, плоская вершина горной цепи — плато и северный склон гор.
Растительность южного склона Крымских гор наиболее типична для Крыма. Она включает в себе элементы, свойственные только Крыму. По мере возвышения гор растительность южных склонов гор сильно изменяется, образуя характерные пояса:
- Южно-бережная растительность (пояс маквиса) — занимает самую нижнюю часть южного склона. Для этого пояса характерно преобладание кустарников. Только здесь растут дикие вечнозелёные растения: иглица, земляничное дерево, ладанник критский и плющ. Помимо диких вечнозелёных, в южно-бережном поясе произрастают ряд культурных: кипарис, лавровое дерево и масличное дерево. Дополняют картину растительности пояса маквиса южного склона такие характерные растения:
  - Кустарники и полукустарники: можжевельник, авраамово дерево, заманиха, фундук, кизильтча, держи-дерево, чашковое дерево, ежевика и шиповник.
  - Травы: каперсы, молочай, бешеный огурец.
  - Декоративные породы, разводимые человеком: шёлковая акация, магнолия, хамеропсы, пробковый дуб, платаны, самшит, бананы, айланты, глициния. Плодовые: сладкий миндаль, сладкий каштан, фисташковое дерево, мушмула, гранат, фиговое дерево, фейхоа и грецкий орех.
- Следующий за маквисом пояс, расположенный выше 226 м. В этом поясе преобладает древесная растительность, которая образуют лиственные леса смешанного типа, но с преобладанием дуба и граба мелколистного. Но помимо дуба и граба здесь можно встретить, особенно в западной части, крымскую сосну, которая от обыкновенной отличается длинной хвоей (8—15 см), сидячими шишками, пирамидальным шатром.
- Третий горизонтальный пояс растительности состоит почти из чистых буковых лесов, но местами встречается крымская и обыкновенная сосна, а также другие древесные породы: осина, клён, рябина, кизил. Буковые леса поднимаются до самого верхнего края южного склона гор.

В целом, растительные пояса северного склона гор располагаются так же, как и на южном склоне, только на северном склоне нет пояса маквиса. Вместо него располагается лугово-степная или лесная полоса со смешанной растительностью. Практически по всему склону встречается сосна. Однако в заметных количествах она произрастает на склонах. На обрывах гор чаще встречается красноствольная порода с ярко-зелёной короткой хвоей — сосна обыкновенная. А ниже, среди дубовых лесов, преобладает сосна с серым стволом, длинной, редковатой, тусклой хвоей. Северный склон преимущественно делят на:
1. Нижний лесной, состоит из дуба и мелколистного граба, среди которых растёт орешник, осина, бересклеты, крушина, барбарис и боярышник.
2. Пояс буковых и грабовых лесов. Так же встречаются участки с крымской и обыкновенной сосной и единичными липами, клёнами, кизилом, рябиной, и в редких случаях в лесах северного склона встречается берёза.
3. Пояс можжевельникового стланца, находится на высоте выше 1500 метров. Здесь встречаются, помимо можжевельника, тис и дафин.

Яйла в основном безлесна. Это объясняется законом вертикальной зональности: яйла лежит выше естественной границы лесов. Однако плато крымских гор лежит не на каком-то одном уровне, а на высотах от 600 до 1500 м над уровнем моря. А так как одно над другим расположено ступенчато, то лес растёт на склоне между двумя яйлами, как, например, между Долгоруковским плато и Тырке. Одно время это объясняли тем, что человек за много веков выжег и вырубил леса на плоскогорьях, однако палеоботанические исследования убедительно говорят о том, что в древние времена — и 10, и 100 тысяч лет назад — плоскогорья не были сплошь покрыты лесом. Скорее это была лесостепь; открытые ветрам, возвышенные места оставались безлесными. Здесь — царство трав. На крымских яйлах с конца апреля до осени здесь цветут: крокусы, горицвет, ирисы, фиалки, адонис, вероника, лапчатка, лабазник, подмаренник, тысячелистник, зверобой, душица, сон-трава, ясколка Биберштейна (крымский эдельвейс). Травы яйлы: типчак, степная осочка, клевер, манжетки, ковыль, мятлики, овсяницы, пырей, тимофеевка, ежа, коротконожка. Не менее пятисот видов растений насчитывается на Демерджи. Сорок пять видов растений встречаются только на яйлах, являясь эндемиками.

## Фауна Крымских гор
Так как крымская степь переходит в область предгорий, повышаясь постепенно, то между ними нельзя установить резкой границы, как равно и резко расчленить их животный мир. Лишь фауна Южного берега резко отличается от фауны северного склона гор.

### Млекопитающие
Для предгорий и северного склона гор характерны различные виды хомяков, сусликов и тушканчиков. Из отряда насекомоядных часто встречается ёж. В полосе предгорий, горных лесах и на Южном берегу, встречается крымская ласка, представляющая нечто среднее между лаской и горностаем. В лесах северного и южного склона встречается барсук, а в предгорьях — степной хорёк.
Из отряда хищников в Крыму представлены лисица и каменная куница. Изредка среди обыкновенных лисиц попадаются чернобурые. Волк обитал в Крымских горах ещё в XIX веке, но был истреблён в 20-х годах XX века. С 2003 года волки снова стали встречаться в регионе, но это не местный, а инвазивный вид.
В горных лесах водится крупнейшее млекопитающее Крыма — олень. В настоящее время это животное сохранилось в небольшом количестве в более удалённых высокогорных местах. Кроме оленя, в горных лесах живёт косуля.
Повсеместно распространён кабан. В районе гор Большой и Малой Чучели и Чёрной живёт интродуцированный с Корсики в 1913 году муфлон численностью 250—300 голов.
Повсеместно распространены белка и заяц.

### Птицы
В предгорных частях Крыма в основном водятся представители южнорусских степей. На северных склонах проживают несколько видов жаворонков: полевой жаворонок, степной жаворонок, хохлатый жаворонок; также проживают различные виды овсянки: просянка, плешанка, каменка, золотистая щурка; очень много сизоворонок, других видов (перепел, удод). Для области гор, особенно северных склонов, более всего характерны следующие виды птиц: сорокопут и малый сорокопут, садовая овсянка, козодой, совка, скворец и щегол. Также в данной области водится три вида соловья: западный соловей, восточный соловей и персидский соловей. Для горных лесов характерны следующие птицы: крымская синица, долгохвостая синица, дятел, горихвостка, малиновка, пеночка и сойка. Высоко в горах встречаются горные овсянки. Резкой разницы между фауной птиц горных вершин и лесов не замечается.
Яйла особенно бедна птицами, здесь ещё можно встретить хищников — белоголового сипа или, ещё реже, стервятника.
В лесах южного склона обитают: синица лазоревка, корольки, клесты и горная овсянка. В утёсах встречаются: каменный дрозд, пищуха[прояснить], стенолаз, каменный голубь, башенный стриж и белобрюхий стриж.
Маршруты перелётных птиц пролегают через Крымский полуостров, сокращающий расстояние беспосадочного полёта (через Чёрное море) на сто километров.

### Земноводные и рептилии
В полосе предгорий встречаются следующие пресмыкающиеся: прыткая ящерица, крымская ящерица, стенная ящерица. Из амфибий водятся: съедобная лягушка, зелёная жаба, древесная лягушка, чесночница и гребенчатый тритон.
На южном берегу можно найти: ночную ящерицу, крымскую ящерицу, медянку, желтобрюхого полоза, леопардового ужа, желтопузика и речную черепаху, а из амфибий — древесную и съедобную лягушку, тритона и зелёную жабу.

## Пещеры Крыма
В горном Крыму исследователи открыли очень большое количество и малых пещер или шахт, исследование многих до сих пор продолжается. Ниже приведён список наиболее больших и известных пещер и шахт Крыма:
- Скельская сталактитовая пещера — стала памятником природы в 1947 году. Открыта в 1904 году учителем Ф. А. Кирилловым. Пещера состоит из нескольких залов, длина самого большого из них достигает 80 метров, ширина — 10—18 м, высота свода — 25 м.
- Медовая — стены пещеры покрыты термогравитационными отложениями. Длина 205 м, глубина 60 м.
- Кызыл-Коба (Красные пещеры) — длина пещеры составляет 21 150 м, амплитуда — 275 м. Самая протяжённая пещера Крыма. Расположена на склоне Долгоруковского массива. С 1963 года памятник природы.
- Висячая — длина 401 м, глубина 15 м.
- Ени-Сала 2 и Ени-Сала 3 — длины 75 м и 410 м, соответственно. Расположены рядом с Красной. Являются памятниками природы с 1908 года.
- Шахта Кристальная — названа в честь советского учёного Г. А. Максимовича. Длина 110 м, глубина 113 м.
- Пещеры, объявленные в 1972 году памятниками природы:
  - Жемчужная — длина 35 м.
  - Мисхорская — длина 100 м, глубина 40 м.
  - Каменная — длина 25 м.
  - Сюндюрлю-Коба — длина 175 метров, глубина 35 м.
  - Геофизическая — длина 140 м, глубина 60 м.
  - Каскадная — длина 1120 м, глубина 400 м.
  - Ставрикайская — длина 100 м, глубина 10 м.
  - Басман-3 — длина 27 м.
  - Басман-5 — длина 62 м, глубина 25 м.
  - Басман-7 — длина 52 м.
- Пещеры и шахты Чатыр-Дага:
  - Аянская — длина 550 м, глубина 20 м. Находится в 10 м от Аянского каптированного источника.
  - Бинбаш-Коба — длина 110 м, другое название — Тысячеголовая[11].
  - Эмине-Баир-Коба — длина 800 м, глубина 150 м, другое название — Трёхглазка
  - Эмине-Баир-Хосар — длина 1465 м, глубина 135 м.
  - Мраморная — длина 2050 м, глубина 60 м.
  - Суук-Коба — длина 210 м, глубина 43 м, другое название — Холодная. В 1883 году в этой пещере был сделан первый в Крыму анализ карстовых вод.
  - шахта Обвальная — длина 110 м, глубина 60 м. Обнаружена фауна ледникового периода.
  - шахта Гугерджин — длина 60 м, глубина 20 м.
  - шахта О. С. Вялова — длина 200 м, глубина 81 м. Эта шахта с Азимутной и пещерой Обвальной образует пещерную систему.
  - шахта Бездонная — длина 244 м, глубина 195 м.
  - шахта Ход конём — длина 95 м, глубина 213 м. В этой шахте обнаружены кристаллы исландского шпата.
- Пещеры и шахты Караби-яйлы:
  - Мамина — длина 76 м, глубина 27 м.
  - Туакская — длина 110 м.
  - Аджи-Коба — длина 78 м.
  - шахта имени Н. А. Гвоздецкого — длина 25, глубина 191 м.
  - шахта имени А. А. Крубера — длина 280 м, глубина 62 м.
  - Кастере — длина 120 м, глубина 67 м.
  - шахта Монастырь-Чокрак — длина 207 м, глубина 151 м.
  - шахты Эгиз-Тинах-1, −2, −3 — с длинами 255, 170 и 145 м соответственно. Образуют систему подземных лабиринтов.
  - шахта Мира — длина 240 м, глубина 135 м.
  - шахта Молодёжная — глубина 261 м.
  - шахта Тисовая — длина 47 м.
  - шахта Карасу-Баши — длина 20 м. Является памятником природы республиканского значения.
  - шахта Солдатская — длина 2100 м, глубина 517 м. Самая глубокая пещера Крыма.[12]

## Заказники и заповедники
Крымский природный заповедник. Находится в центральной части горного Крыма, у подножия Бабугана. Это самый большой заповедник в Крымy, его площадь — 33 397 га.
Орлиновский заказник создан в 1979 году как заказник дикорастущих лекарственных растений. Расположен на территории Орлиновского лесничества, вблизи чернореченского каньона. Там выращивают зверобой, чабрец, душицу, тысячелистник и другие лечебные травы.
Заповедная буковая роща — признана памятником природы в 1947 году. Находится на плато, близ зубцов Ай-Петри. Между пиков скал Ай-Петри находится участок старого буково-грабового леса площадью 614 га. Кроме бука и граба (высота деревьев достигает 15 метров, диаметр ствола до полуметра) здесь произрастает ясень, рябина обыкновенная, крымская сосна, рябина греческая, лещина и клён. В заповеднике находится самостоятельный памятник природы, сосна-«самолёт», стала памятником в 1964 году. Возраст сосны около 300 лет.
Горный массив Чатыр-Даг признан заповедником в 1980 году, в 1964 году объявлен памятником природы. Карстовые воронки на Чатыр-Даге достигают 250 м в диаметре и 60 м в глубину. В этом массиве найдено около 135 различных шахт, пещер и глубоких колодцев.

## Исследователи Крымских гор
- К. И. Габлиц — геология, ботаника, зоология.
- В. Н. Дублянский — занимался геологией.
- О. С. Вялов — геолог, исследователь Чатыр-Дага.
- С. И. Огнёв — исследовал фауну Крыма.
- П. С. Паллас, Ф. П. Кёппен, В. И. Мочульский — занимались исследованиями фауны крымских пещер.
- А. Е. Ферсман — геолог.
- Н. А. Гвоздецкий — исследователь пещер и шахт.
- А. А. Крубер — первый исследователь карста крымских яйл.
- М. И. Котов — исследователь флоры гор.
- М. А. Бужор — исследователь скалолазных и альпинистских маршрутов.